# Teteté
Els teteté eren un grup reduït de parlants de tucano occidental, que una vegada van viure a l'Amazònia equatoriana o Oriente. Avui, el seu territori es trobava dins de la Reserva de producció de fauna Cuyabeno de l'Equador, un lloc popular per a l'ecoturisme. Des de 1877 fins a la dècada de 1920, però, els caucheros equatorians i colombians i les seves bandes de caçadors de nadius van treballar en aquesta part de les conques d'Aguarico i Putumayo, afusellant o segrestant els Tetete sempre que es mostraven (Cabodevilla 1997). En algun moment abans de 1940, la majoria dels teteté restants van ser assassinats en una incursió dels veïns siona.
| « | "En un banc de sorra, els dos grups es van enfrontar en llargues files i van començar a lluitar. Ben aviat, el siona va guanyar; uns quants teteté van escapar, d'altres van morir, i diversos van resultar ferits... Més tard, un siona els va trobar pescant al llac Cuyabeno, i el van ferir lleument a l'espatlla... Després d'això, no els vam tornar a veure mai més". (Payaguaje 1994 | » |

Un gran nombre de tetetévan ser finalment portats a l'extinció per missioners i companyies petrolieres després que comencés l'explotació del petroli el 1964. Els funcionaris del govern equatorià han afirmat que l'extinció del poble teteté va ser en part causada per la invasió de les seves terres per Texaco. La pèrdua de terrenys de caça a causa de la desforestació causada per l'expansió del petroli i la posterior contaminació del petroli van contribuir a la seva extinció.
Quan van ser "redescoberts" pels sacerdots catòlics el 1966, només quedaven tres supervivents d'edat avançada. El seu darrer contacte amb persones de fora -un missioner evangèlic nord-americà i els seus traductors de siona-secoya- va tenir lloc el 1973.